# Последнее слово (фильм, 1995)
«Последнее слово» (англ. Cosa Nostra: The Last Word) — американский криминально-драматический фильм 1995 года режиссёра Тони Спиридакиса. В главных ролях Тимоти Хаттон и Джо Пантольяно.

## Сюжет
Писатель и журналист Мартин (Тимоти Хаттон) написал книгу, в тексте которой были ссылки на слова мелкого гангстера, и того убили в день презентации. Мартин поссорился с женой Энджи. Его друг и агент, при этом неудачливый коммерсант, Док (Джо Пантолиано) должен мафии 100 тысяч долларов, и мафиози Рикки грозится его убить. Чтобы выйти из положения, Док предлагает снять по книге фильм и знакомит Мартина с очаровательной стриптизёршей Сарой, сумевшей не только отвлечь его от депрессии, но и поехать с ним в Голливуд для работы над фильмом. Между ними возникает любовь, так как Мартин проникся историей жизни Сары, пообещав, что её рассказа не будет в фильме. Голливуд, любовь, мафия, ложь, подлость, надежда, благородство и деньги — распутать этот клубок оказывается совсем непросто, ведь действительность не часто похожа на приключенческий роман.

## В ролях
- Тимоти Хаттон —
- Джо Пантольяно —
- Мишель Бёрк —
- Чазз Пальминтери —
- Ричард Дрейфусс —
- Тони Голдуин —
- Сибилл Шепард —
- Рома Дауни —
- Джозеф Кортезе —
- Холли Чант —